# Tuberos de Veracruz
Tuberos de Veracruz ist die geläufige Bezeichnung einer ehemaligen Fußballmannschaft aus Veracruz, die der Firma Tubos de Acero de México, S.A., kurz TAMSA, angegliedert war. Bei TAMSA handelt es sich um einen der weltweit größten Produzenten von Stahlrohren. 

## Geschichte
Der Club de Fútbol TAMSA spielte zunächst in der seinerzeit noch drittklassigen Tercera División, die die Tuberos in der Saison 1975/76 gewannen. Die Drittligameisterschaft sicherte ihnen den Aufstieg in die zweitklassige Segunda División, in der die Tuberos in den folgenden sechs Spielzeiten zwischen 1976/77 und 1981/82 vertreten waren. Als die Tuberos am Ende der Saison 1981/82 in die neu installierte drittklassige Segunda División 'B' abstiegen, verkaufte die Tubos de Acero de México, S.A. die Lizenz ihrer Fußballmannschaft an das Instituto Mexicano del Seguro Social (IMSS). Diese verpflanzte das erworbene Team nach Santa Cruz Tlaxcala, Tlaxcala, wo die neu formierte Mannschaft die Saison 1982/83 in der Segunda División 'B' verbrachte. Vor der darauffolgenden Saison 1983/84 wurde die Mannschaft nach Torreón, Coahuila, transferiert und erhielt den neuen Namen Santos Laguna.

## Bekannte Spieler
- Rafael Ortega El Xalapa

## Erfolge
- Meister der Tercera División: 1975/76